# Уфимский государственный университет экономики и сервиса
Уфимский государственный университет экономики и сервиса (баш. Өфө дәүләт иҡтисад һәм сервис университеты') — университет, ранее существовавший в городе Уфе.

## История
Уфимский государственный университет экономики и сервиса был создан в 1971 году, когда согласно постановлению Совета Министров РСФСР и по приказу Министерства бытового обслуживания населения России был образован Уфимский филиал Московского технологического института (УфМТИ). Этот филиал был создан для удовлетворения потребности республики в специалистах по бытовому обслуживанию.
Институт располагался в 4-этажном здании в Бакалинском переулке (ныне улица Акназарова). Приказом Министерства бытового обслуживания населения РФ первым директором был назначен Григорий Фёдорович Рябуха. В филиале работало 15 преподавателей, из них только 5 доцентов. Обучение проводилось по трём специальностям: «Технология швейных изделий», «Машины и аппараты текстильной, легкой промышленности и бытового обслуживания», «Экономика и организация предприятий бытового обслуживания». Первый набор составил 150 человек.
В 1975 году директором стал кандидат философских наук Лев Николаевич Фенин, до этого работавший в Уфимском авиационном институте (ныне Уфимский университет науки и технологий).
При нём вырос уровень обучения и значительно увеличилось количество преподавателей. В 1979 году директором стал кандидат технических наук Явдат Мансурович Бикбаев. В 1980—1989 годах был построен новый учебно-лабораторный корпус. По данным 1990 года, в филиале было уже 120 преподавателей, в том числе 68 кандидатов и 2 доктора наук. В 1990 году директором стал выпускник Уфимского авиационного института (ныне Уфимский университет науки и технологий) Александр Николаевич Дегтярев.
В 1994 году Уфимский филиал Московского технологического института был преобразован в Уфимский технологический институт сервиса (УТИС) в составе Государственной академии сферы быта и услуг (с 1999 года — Московский государственный университет сервиса, МГУС). Появились новые специальности: «Менеджмент в социальной сфере», «Социально-культурный сервис и туризм», «Финансы и банковское дело», «Художественное проектирование костюма», «Дизайн», «Связи с общественностью», «Государственное и муниципальное управление», «Мировая экономика». В нескольких городах Башкортостана были созданы представительства и консультационные пункты УГИС.
С 1993 года действует учебно-деловой центр. В 1997 году он был преобразован в факультет подготовки, переподготовки и повышения квалификации кадров (ныне факультет второго высшего образования). В 2000 году был создан Бизнес-центр, где стали проводиться обучающие семинары и курсы повышения квалификации для предпринимателей, руководителей и специалистов сферы услуг.
12 апреля 2002 года постановлением Правительства Российской Федерации УТИС был переименован в Уфимский государственный институт сервиса (УГИС) и получил статус самостоятельного вуза. 6 февраля 2006 года Приказом Федерального агентства по образованию УГИС был переименован в государственное образовательное учреждение высшего профессионального образования «Уфимская государственная академия экономики и сервиса».
21 декабря 2015 года упразднён и реорганизован как Институт экономики и сервиса (ныне — Институт экосистем бизнеса и креативных индустрий) в составе УГНТУ.

## Факультеты
- Факультет бухгалтерского учёта и финансов;
- Факультет экономики и управления;
- Факультет экономики сервиса и коммуникаций;
- Факультет технологии и дизайна одежды;
- Факультет техники сервиса;
- Факультет туризма и гостеприимства;
- Факультет химической технологии и экологии сервиса.

## Руководство
Директора
- Григорий Фёдорович Рябуха (1971—1975)
- Лев Николаевич Фенин (1975—1979)
- Явдат Мансурович Бикбаев (1979—1990)

Ректоры
- Александр Николаевич Дегтярёв (1990—2011)
- Наталья Зиновьевна Солодилова (2011—2015)